# Colonnes départementales

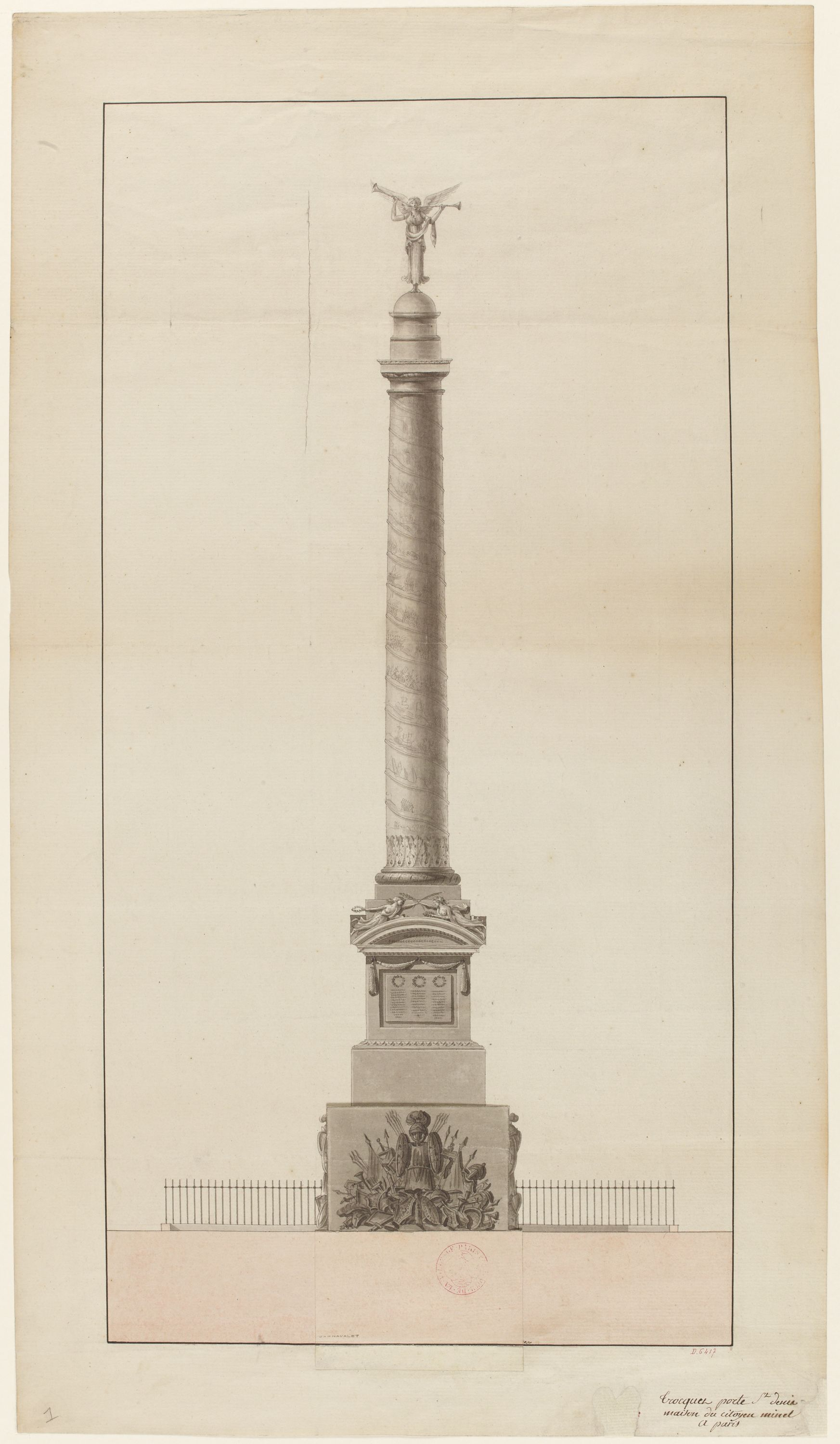
Projet de colonne départementale pour Paris, place Vendôme, proposé par le dessinateur Trocquet (musée Carnavalet).

Les colonnes départementales sont un projet de Napoléon Bonaparte, alors Premier consul, qui prévoit, au moment de son départ pour la campagne de Marengo, de laisser à la postérité le nom des hommes morts en combattant pour la France. Selon l'arrêté consulaire du 29 ventôse an VIII (20 mars 1800), proposé par Lucien Bonaparte, frère de Napoléon et ministre de l'Intérieur, il est ordonné que soient élevés des monuments aux morts prenant la forme de colonnes commémoratives dans chacun des 108 départements d'alors. Un concours a lieu pour choisir les architectes. Cet arrêté n'a cependant eu qu'un semblant d'exécution.

## Extrait de l'arrêté
« Article I : Il sera élevé dans chaque chef-lieu de département, sur la plus grande place, une colonne à la mémoire des braves du département morts pour la défense de la patrie et de la liberté. »

« Article II : Sur cette colonne seront inscrits les noms de tous les militaires domiciliés dans les départements qui après s'être distingués par des actions d'éclats, seraient morts sur le champ de bataille. »

## Paris
À Paris, chef-lieu de l'ancien département de la Seine, la colonne départementale doit être érigée sur la place des Piques (actuelle place Vendôme). De plus, Paris étant la capitale du pays, l'arrêté du 29 ventôse an VIII prévoit, dans son article IV, une colonne nationale sur la place de la Concorde, dédiée à la Nation.
La colonne nationale ne voit jamais le jour, mais la colonne départementale a un début d'existence : Lucien Bonaparte pose la première pierre du monument le 25 messidor an VIII (14 juillet 1800). Le même jour sont posées les premières pierres des colonnes de plusieurs autres départements, par leurs préfets respectifs.
L'exécution de ces colonnes n'est pas menée à son terme, mais l'idée est reprise en 1803 par le Premier consul, qui ordonne la construction de la colonne Vendôme, achevée en 1810.
- Médaille de Gatteaux commémorant la pose de la première pierre 
 de la colonne départementale de Paris sur la place Vendôme, 
 le 25 messidor an VIII (14 juillet 1800) par Lucien Bonaparte

Médaille de Gatteaux commémorant la pose de la première pierre de la colonne départementale de Paris sur la place Vendôme, le par Lucien Bonaparte
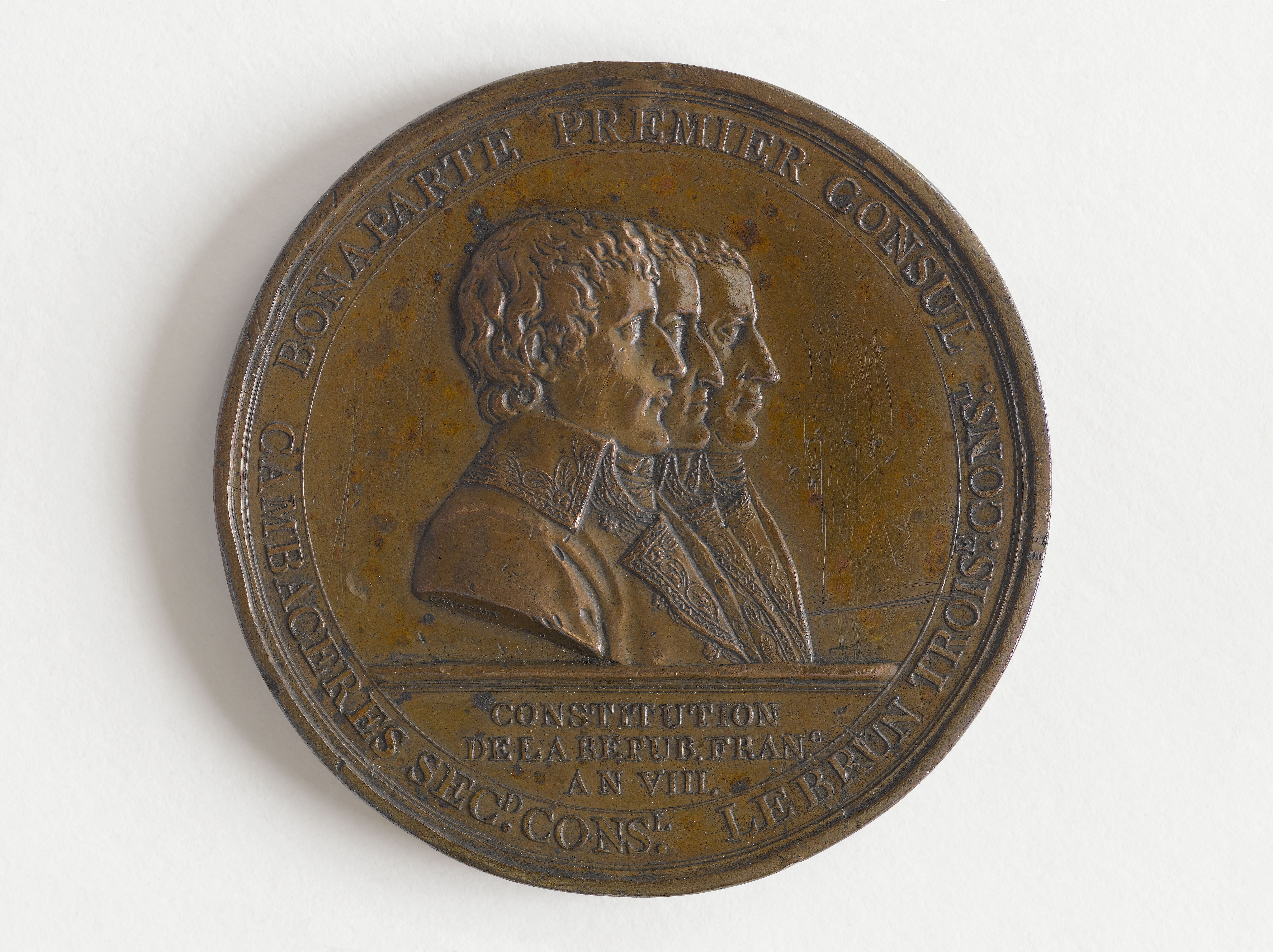
Avers avec le profil des trois consuls : Bonaparte, Cambacérès et Lebrun.
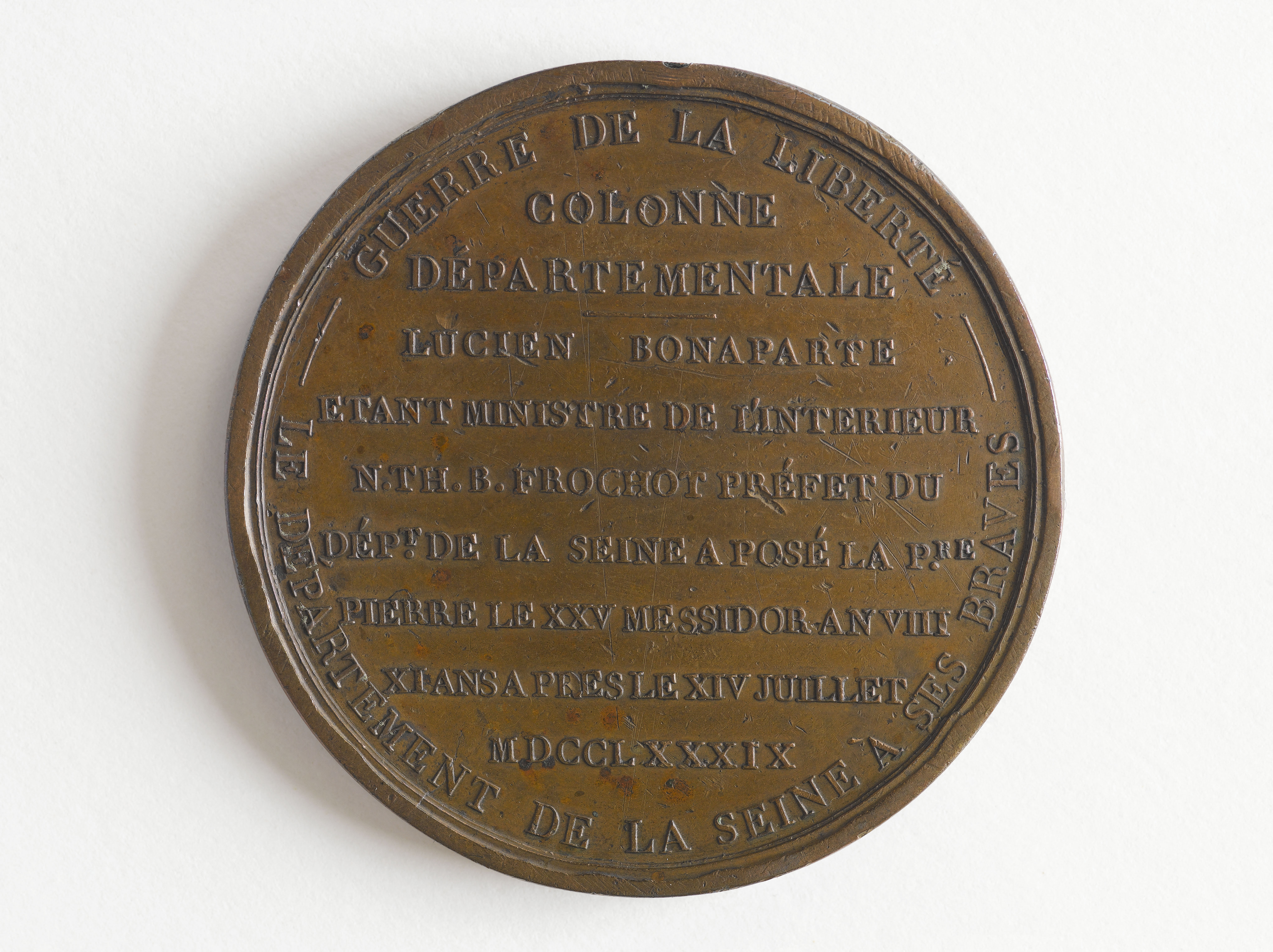
Revers avec texte commémoratif.

## Envois au Salon
Plusieurs projets ont été exposés au Salon.
Reproduits dans Les Annales du Musée et de l'École moderne des Beaux-Arts de Charles-Paul Landon :
- de la Gardette, projet pour la ville de Blois (Loir-et-Cher), planche 23e, p. 45–46
- Poidevin, projet pour la ville de Douay (Nord), planche 6e, p. 11–12

## Dessins de projets
Le 8 juin 2007, lors d'une vente aux enchères à Paris, Hôtel Drouot, salle 5 & 6 réunies, Maître Beaussant et Maître Lefèvre, furent présentés sept projets de ces colonnes. L'auteur (ou les auteurs) des dessins n'a pas été identifié (n'ont pas été identifiés).
- no 18 Aux braves du département de l'Aube, projet pour l'Aube adjugé 700 €.
- no 19 Ici nous consacrons un rayon de leur gloire, non vendu.
- no 20 Ces héros de la gloire ont fourni la carrière, projet pour la Somme, vendu 900 €.
- no 21 La force exécuta les ordres du génie, projet pour l'Eure-et-Loir, vendu 600 €.
- no 22 Aux braves de l'armée de réserve/Ces fiers républicains sont au-dessus des rois et le marbre animé répète leurs exploits, projet pour la Côte-d'Or, vendu 600 €.
- no 23 Colonne en forme de fontaine surmontée d'une statue de Minerve, non vendu.

Seuls les dessins liés à un département ont été vendus.

## Architectes ayant participé au concours
- Jean-Jacques Huvé
- Claude Jean Baptiste Jallier de Savault